# Agnès Buzyn
Agnès Buzyn (ur. 1 listopada 1962 w Paryżu) – francuska lekarka i nauczycielka akademicka, profesor, od 2017 do 2020 minister solidarności i zdrowia.

## Życiorys
Z wykształcenia lekarka, kształciła się w Paryżu w École alsacienne. Specjalizowała się w zakresie hematologii, immunologii i transplantacji. Zawodowo związana ze szpitalem uniwersyteckim Hôpital Necker-Enfants malades w ramach Université Paris-Descartes, gdzie od 1992 odpowiadała za oddział intensywnej terapii. Później została profesorem na Université Pierre-et-Marie-Curie.
W latach 2008–2013 przewodniczyła radzie dyrektorów Instytutu Ochrony Radiologicznej i Bezpieczeństwa Jądrowego (IRSN). W 2011 została prezesem Narodowego Instytutu do spraw Raka (INCa), a w 2016 stanęła na czele Haute Autorité de santé, instytucji publicznej zajmującej się implementacją i rozpowszechnianiem wytycznych związanych z opieką zdrowotną.
W maju 2017 w nowo powołanym gabinecie Édouarda Philippe’a objęła stanowisko ministra solidarności i zdrowia. Pozostała na tej funkcji również w utworzonym w czerwcu 2017 drugim rządzie tegoż premiera. Dołączyła później do prezydenckiego ugrupowania La République en marche. 16 lutego 2020 podała się do dymisji ze stanowiska ministra w związku z ubieganiem się o stanowisko mera Paryża w wyborach lokalnych zaplanowanych na marzec 2020. Przegrała w drugiej turze tych wyborów.
W styczniu 2021 powołana na funkcję specjalnego wysłannika dyrektora generalnego Światowej Organizacji Zdrowia w Genewie, w związku z czym ogłosiła wycofanie się z działalności politycznej i złożenie uzyskanego w 2020 mandatu radnej 17. dzielnicy Paryża.

## Życie prywatne
Urodziła się w rodzinie Żydów. Jest córką psycholożki Etty Buzyn i pochodzącego z Łodzi lekarza Élie Buzyna. Oboje rodzice przetrwali Holocaust. Jej pierwszym mężem był Pierre-François Veil, syn Simone Veil.
Drugim mężem Agnès Buzyn został Yves Lévy, profesor medycyny, specjalizujący się w badaniach nad AIDS. Pełnienie przez niego funkcji dyrektora generalnego instytutu Inserm, głównej państwowej instytucji odpowiadającej za badania medyczne we Francji, w kontekście objęcia stanowiska ministra zdrowia przez jego żonę spotkało się z zarzutami konfliktu interesów i braku transparentności.